# Anaprof 1997-98
La ANAPROF 1997-98 fue la temporada del torneo de la Asociación Nacional Pro Fútbol, donde se coronó campeón nuevamente el Tauro Fútbol Club.

## Cambios del ANAPROF 1997-98
- Los Bravos del Projusa no terminaron la temporada al ser expulsado del mismo, por no presentarse a disputar un partido con el Atlético Nacional, el 1 de noviembre de 1997.[2]